# تورین، آلبرتا
تورین، آلبرتا (به انگلیسی: Turin, Alberta) یک منطقهٔ مسکونی در کانادا است که در آلبرتا واقع شده‌است.

## خصوصیات
تورین ۱۰۶ نفر جمعیت دارد.